# Ernest von Koerber
Ernest von Koerber (ur. 6 listopada 1850 w Trydencie, zm. 5 marca 1919) – polityk austriacki i austro-węgierski, dwukrotny premier Cesarstwa Austriackiego.

## Życiorys
Był synem majora żandarmerii. Ukończył studia prawnicze, uzyskując stopień doktora nauk prawnych.
Przez niemal trzydzieści lat pozostawał w austriackiej służbie cywilnej. W 1897 wszedł do rządu Paula Gautscha von Frankenthurna jako minister handlu i pozostawał na stanowisku ministerialnym do upadku gabinetu w marcu 1898. W 1899 został ministrem spraw wewnętrznych w gabinecie Clary’ego-Aldringena.
Na czele rządu Przedlitawii stanął w styczniu 1900 i pozostawał na urzędzie przez cztery lata. Równocześnie pełnił obowiązki ministra spraw wewnętrznych oraz sprawiedliwości. Gabinet Koerbera był jedynym w schyłkowym okresie istnienia Austro-Węgier rządem Przedlitawii, który utrzymał się na dłuższy czas. Z powodu kryzysu parlamentaryzmu austriackiego premier poszukiwał wsparcia dla swojego gabinetu poza Radą Państwa, propagując swoją działalność zwłaszcza na łamach prasy. Sposobu na zdobycie poparcia frakcji parlamentarnych upatrywał także w organizacji wielkich państwowych inwestycji w transporcie (kolej, transport wodny). Kontynuował ograniczone reformy społeczne, skracając czas pracy w kopalniach do 9 godzin dziennie i wprowadzając ubezpieczenia dla osób w podeszłym wieku oraz dla inwalidów. Był przeciwnikiem ruchu pangermańskiego.

## Odznaczenia
Odznaczenia Ernsta von Koerbera to między innymi:
- Krzyż Wielki Orderu Świętego Stefana
- Krzyż Wielki Orderu Leopolda
- Kawaler Orderu Korony Żelaznej I klasy
- Kawaler Orderu Franciszka Józefa
- Medal Jubileuszowy Pamiątkowy dla Cywilnych Funkcjonariuszów Państwowych
- Krzyż Jubileuszowy dla Cywilnych Funkcjonariuszów Państwowych
- Krzyż Mariański Zakonu Krzyżackiego
- Order Świętego Aleksandra Newskiego (Imperium Rosyjskie)
- Order Zasługi Korony Pruskiej (Prusy)
- Kawaler Wielkiego Krzyża Orderu Grobu Świętego (Państwo Kościelne)
- Krzyż Wielki Orderu Piusa IX (Państwo Kościelne)
- Wielka Wstęga Orderu Portretu Władcy (Persja)
- Krzyż Wielki Orderu Zasługi Korony Bawarskiej (Bawaria)
- Krzyż Wielki Orderu Alberta ze złotą gwiazdą (Saksonia)
- Wielka Wstęga Orderu Leopolda (Belgia)
- Komandor Krzyża Wielkiego Orderu Wazów (Szwecja)
- Kawaler Wielkiej Wstęgi Orderu Słonia Białego (Syjam)